# Риђогрли морски гњурац
Риђогрли морски гњурац (лат. Gavia stellata) је птица селица која се налази на северној хемисфери. Најраспрострањенији је члан породице морских гњураца или норова, гнезди се првенствено у арктичким регионима, а зимује у северним приобалним водама. У распону од 55-67 цм по дужини, Риђогрли морски гњурац је најмањи и најлакши од морских гњураца на свету. Зими је то неупадљива птица, сивкаста одозго која бледи до беле одоздо. Током сезоне гнежђења добија карактеристичну црвенкасту мрљу на грлу, што је основа за њено уобичајено име. Рибе чине највећи део његове исхране, мада се понекад једу и водоземци, бескичмењаци и биљни материјал. Моногамна врста, Риђогрли морски гњурац формирају дугорочне везе.Оба члана пара помажу у изградњи гнезда, инкубирању јаја (обично два по гнезду) и храњењу излеглих младунаца.
Риђогрли морски гњурац има велику глобалну популацију и значајан глобални ареал, иако неке популације опадају. Изливање нафте, деградација станишта, загађење и рибарске мреже су међу главним претњама са којима се ова врста суочава. Природни предатори - укључујући разне врсте галебова, као и црвене лисице и арктичке лисице, узимају им јаја и младунце. Врста је заштићена међународним уговорима.

## Таксономија
Риђогрли морски гњурац, који је први пут описао дански природњак Ерик Понтопидан 1763. године, је монотипска врста без препознатљиве подврсте упркос свом великом холарктичком ареалу. Ерик Понтопидан је првобитно сврстао врсту у сада непостојећи род Colymbus, који је обухватао гњурце, као и морске гњурце. До 1788. године, немачки природњак Јохан Рајнхолд Форстер схватио је да су гњурци и морски гњурци довољно различити да оправдавају одвојене родове и преместио је риђогрлог морског гњурца, (заједно са свим осталим врстама гморских гњураца) у његов садашњи род. Његов однос са остала четири морска гњурца је сложен; иако сви припадају истом роду Gavia, разликује се од осталих у погледу морфологије, понашања, екологије и биологије размножавања и може бити базална линија рода. Сматра се да је еволуирао у Палеарктику, а затим се проширио у Неарктик. Анализа молекуларних података, заједно са фосилним записима, сугерише да се линија риђогрлог морског гњурца разишла од оне која је довела до настанка других врста морских гњураца пре око 21,4 милиона година у миоцену, и да је можда најближе повезана са фосилном плиоценском врстом Gavia howardae.
Име рода Gavia потиче од латинског за „sea mew“, како га је користио древноримски природњак Плиније Старији. Специфични епитет stellata је латински за „посађен звездама“ или „звездан“, и односи се на пегава леђа птице у њеном негнездећем перју . Чланови породице Gavidae познати су као гњурци у Северној Америци и рониоци у Великој Британији и Ирској. Међународни орнитолошки конгрес користи назив риђогрли морски гњурац, за ову врсту. „Ронилац“ се односи на подводни начин лова на плен код ове породице, док је „риђогрли“ директна референца на најкарактеристичнију карактеристику гнездећег перја. Сматра се да реч „loon“ потиче од шведске lom, старонордијски или исландски lómr или старохоландски loen, што све значи „хром“ или „неспретан“, и вероватно се односи на тешкоће које сви морски гњурци имају при кретању по копну. Локални назив из луке Вилапа, Вашингтон, био је "Quaker loon".

## Опис
Као и остали чланови свог рода, риђогрли морски гњурац је добро прилагођен воденом окружењу: његове густе кости му помажу да зарони, његове ноге - у свом положају уназад - пружају одличан погон, а његово тело је дугачко и аеродинамичнog облика. Чак и његов оштро зашиљен кљун може помоћи његовој подводној аеродинамичности. Стопала су му велике, предња три прста су потпуно испреплетена пловним кожицама, а тарсус је спљоштен, што смањује отпор му омогућава да се лако креће кроз воду.
Риђогрли морски гњурац је најмањи и најлакши од свих врста гаврана на свету, висок од 53-69 цм дужине  са 91-120 цм распоном крила и тежина 1-2.7 кг. Као и сви морски гњурци, има дуго тело и кратак врат, са ногама постављеним на крају тела. Полови су слични по изгледу, мада мужјаци имају тенденцију да буду нешто већи и тежи од женки. У гнездећем перју, одрасла јединка има тамносиву главу и врат (са уским црно-белим пругама на задњем делу врата), троугласту црвену мрљу на грлу, беле доње делове тела и тамносиво-смеђи плашт. То је једини морски гњурац са потпуно тамним леђима у гнездећем перју.Негнездеће перје је сивље, са брадом, предњим делом врата и већим делом лица беле боје, врхом главе и потиљком сиве боје, и са белим мрљама на тамном огртачу.  Његова ирис је кармин црвене до бордо боје, ноге су црне на спољашњој половини и бледе на унутрашњој половини, а кожице око стопала су ружичасто-смеђе, са тамнијим ивицама.
Кљун му је танак, прав и оштар, и често се држи под углом нагнутим нагоре. Једно од северноамеричких народних имена ове птице је „pegging-awl“, што се односи на њен оштро зашиљени кљун, који подсећа на шило једара (алат познат и као „pegging awl“ у Новој Енглеској ). Иако се боја кљуна мења од црне лети до бледо сиве зими, време промене боје не мора нужно одговарати времену промене перја птице. Ноздрве су уски прорези који се налазе близу основе кљуна.
Када први пут изађе из јајета, млади риђогрли морски гњурац је прекривен финим меким паперјем. Првенствено тамносмеђе до тамносиве боје одозго, мало је блеђа са стране главе и врата, као и на грлу, грудима и боковима, са бледосивим доњим делом груди и стомаком. У року од неколико недеља, ово прво паперје се замењује другим, блеђим скупом паперја, које се затим замењује младим перјем у развоју. Перје младунца је слично перју одрасле јединке, мада са неколико специфичних карактеристика. Има тамније чело и врат, са јаким пегама са стране врата и грла. Леђа су му смеђа и мање пегава, а доњи делови тела су смеђе боје. Очи су му црвенкасто-смеђе, а кљун је бледосив. Иако неке младе птице задржавају ово перје до средине зиме, многе брзо постају практично неразлучиве од одраслих, осим по блеђем кљуну.
У лету, риђогрли морски гњурац има препознатљив профил; његова мала стопала не прелазе далеко изнад краја тела, глава и врат му се спуштају испод хоризонтале (што птици у лету даје изразито грбав облик), а танка крила су му закривљена уназад. Има бржи, дубљи замах крила него други морски гњурци.

### Оглашавање
Одрасла јединка риђогрлог морског гњурца има бројне оглашавања, које користи у различитим околностима. У лету, када пролази поред јединки истог типа или кружи око језера где се гнезди, испушта низ брзих, али ритмичних гушчјих крекета - "ка-ка-ка" или "как-как-как", отприлике пет гласова у секунди. Његово упозоравајуће оглашавање, ако га узнемире људи или предатори на копну, је кратак грактави лавеж. Тихо јаукање, које се првенствено користи као контактни позив између партнера и између родитеља и младунаца, али и током парења, изводи се са затвореним кљуном. Врста такође има кратак завијајући позив - "аарОоао...аарОоао..." - који се благо спушта по тону и траје око секунде; због јаких тонова који окружују примарни тон, овај мјаукајући оглашавање је музикалније од осталих оглашавања. Још једно оглашавање - оштро, пулсирајуће гугутање које се појачава и спушта у тону, а обично се понавља до 10 пута заредом - користи се у територијалним сусретима и везивању парова, као и од стране родитељских птица које подстичу своје младунце да се крећу по копну између водених површина. Познат као „дуго оглашавање“, често се издаје у дуету, што је неуобичајено међу гњурцима; женкин допринос је дужи и тиши од њеног партнера.
Младунци имају продоран звук затвореног кљуна, који користе за прошење и контактирање родитеља. Такође имају дуго оглашавање које се користи као одговор на (и сличан је оном код) дугогоглашавања одраслих јединки.

### Сличне врсте
На средњој до блиској удаљености, одрасла јединка риђогрлог морског гњурца, било у гнездећем перју или не, обично се лако препознаје. Међутим, у одређеним условима осветљења, у одређеним временима током циклуса митарења или на већим удаљеностима, може се заменити са другом врстом - најчешће црногрлим морским гњурцем, али повремено и ћубастим гњурцем. Више је беле боје на глави и врату него црногрли морски гњурац, и под условом да не седи ниско у води — има тенденцију да покаже више беле боје и на боковима. Ако се налази ниже у води, тако да је бела боја на боковима сведена на мрљу на задњем боку (подсећајући тако на шару црногрлог морског гњурца), та мрља је обично мање јасно дефинисана од упоредне мрље на црногрлим морским гњурцем.

## Станиште и распрострањеност
За разлику од других морских гњураца, његова главна риболовна подручја нису језера где се гнезде, већ већа језера или море. Неколико гнезда близу једно другом може се наћи у истом језеру где се гнезде.
Риђогрли морски гњурац се гнезди првенствено у арктичким регионима северне Евроазије и Северне Америке (углавном северно од 50° северне географске ширине), а зимује у северним приобалним водама, понекад у групама значајне величине. Више од 4.400 њих проводи зиму у лабавој концентрацији на источном делу Немачког залива.  За разлику од других морских гњураца, редовно користи веома мала језера са слатком водом као места за гнежђење. Његова мала величина га чини свестранијим, али је мање способан да се храни пленом који се налази у дубљој води. Повећање величине и разноликости преосталих врста морских гњураца сугерише да предности величине надмашују ограничења.
У Северној Америци редовно зимује дуж обе обале, досежући на југ све до полуострва Доња Калифорнија и Калифорнијског залива у северозападном Мексику; забележен је као луталица у унутрашњој мексичкој држави Идалго. Нека од његових народних имена у североисточној Северној Америци — укључујући "cape race", "cape brace", "cape drake" и "cape racer", као и искварења попут "scapegrace" - потичу од његове распрострањености око Кејп Рејса, Њуфаундленд. У Европи се гнезди на Исланду, северној Шкотској, северозападној Ирској (само неколико парова), Скандинавији и северној Русији, а зимује дуж обале све до делова Шпаније на југу; такође се редовно јавља дуж главних унутрашњих пловних путева, укључујући Средоземно, Егејско и Црно море, као и велике реке, језера и акумулације. Као луталица, јављала се чак и на југу, све до Марока, Туниса и Гамбије. У Азији се гнезди у северним деловима Сибира, а зимује дуж пацифичке обале све до Кине, Јапана и Тајвана на југу. Јављао се као луталица у Монголији.

## Понашање
Пошто су му стопала смештена тако далеко позади на телу, риђогрли морски гњурац је прилично неспретан при ходању по копну, али може да користи стопала да се гурне напред на грудима. Млади користе ову методу покривања тла када се селе из својих базена за размножавање на веће водене површине, укључујући реке и море. То је једина врста морског гњурца која може да полети директно са копна. Ако се уплаши, може заронити док му се само глава или кљун не појаве изнад површине воде. Разликује се од осталих морских гљураца по томе што се гнезди у малим језерима, али се храни у већим језерима или мору. Језеро за гнежђење може бити домаћин неколико гнезда, близу једног другог, са много агонистичког понашања међу паровима. Ово територијално понашање се изводи у паровима, са вокализацијом (дуго оглашавање, плезиосурска трка).
Риђогрли морски гњурац је дневна птица мигранткиња која путује појединачно или у раштрканим групама, често високо изнад воде.  У источној Северној Америци (и могуће другде), тежи да мигрира близу обале, а не даље од обале;  Сибирске популације путују стотинама километара преко копна на путу до својих зимовалишта у јужној Европи.  То је снажан летач, а достигнуте су му брзине између 75 and 78 km/h (47 and 48 mph) .  Као и сви чланови своје породице, црвеногрли гавран пролази кроз истовремено митарење крила, губећи сва своја пера одједном и постајући неспособан за лет у периоду од три до четири недеље. За разлику од других гаврана — који се митаре крајем зиме — црвеногрли гавран губи способност летења негде између краја лета и касне јесени. 

### Исхрана и храњење
Као и сви чланови своје породице, риђоврати морски гњурац се првенствено храни рибом, мада се понекад храни мекушцима, раковима, жабама, воденим бескичмењацима, инсектима, рибљим мрестом или чак биљним материјалом. Хвата плен уместо да га пробада кљуном, а плен се углавном хвата под водом. Иако обично рони и плива користећи само ноге за погон, може користити и крила ако треба брзо да се окрене или убрза.  Зарони у потрази се крећу од 2-9 м у дубину, са просечним временом под водом од око једног минута. Његова исхрана рибом повећава осетљивост риђовратог морског гњурца на постојане органске загађиваче и тешке метале, који се биоакумулирају, што потенцијално може изазвати веће проблеме за дугоживеће врсте (као што су морски гњурци) на или близу врха ланца исхране. Његова главна исхрана је такође довела до неколико британских народних имена за морске гњуце, укључујући „sprat borer“ и „spratoon“. 
Првих неколико дана након излегања, млади риђоврати морски гњурци хране оба родитеља воденим инсектима и малим раковима. После 3–4 дана, родитељи прелазе на рибе довољно мале да их младунци могу прогутати целе. До четири недеље старости, млади могу да једу исту храну - исте величине - као и њихови родитељи. Младе птице могу бити храњене неко време након што се излегну ; одрасле јединке су виђене како хране рибом младе јединке на мору и на унутрашњим језерима у Уједињеном Краљевству, стотинама километара од било ког места за размножавање.

### Гнежђење и преживљавање
Риђоврати морски гњурац је моногамна врста која формира дугорочне везе. Оба пола граде гнездо, које је плитко удубљење (или повремено платформа од блата и вегетације) обложена вегетацијом, а понекад и са неколико перја, и смештена на удаљености 0.5 м на ивици малог језера. Женка полаже два јаја (мада су забележена и легла од једног и три); инкубирају се 24–29 дана, првенствено од стране женки. Јаја, која су зеленкаста или маслинасто-смеђа са црним мрљама, мере 75 мм x 46 мм и имају масу од 83 гр, од чега је 8% љуска.  Инкубација почиње чим се положи прво јаје, тако да се излегу асинхроно. Ако се гнездо изгуби (на пример, због предатора или поплаве) пре него што се младунци излегу, риђоврати морски гњурац обично положи друго гнездо, углавном у новом гнезду. Младе птице су поткрушци: по излегању су паперјасте и покретне, са отвореним очима. Оба родитеља их у почетку хране малим воденим бескичмењацима, а затим малим рибама 38–48 дана. Родитељи ће изводити одвлачење пажње како би намамили предаторе даље од гнезда и младунаца. Орнитолози се не слажу око тога да ли одрасли носе младунце на леђима док пливају, при чему неки тврде да је то случај , а други супротно.
У дивљини, најстарији познати риђоврати морски гњурац живео је више од две деценије. Пронађено је, намазано нафтом и мртво, на плажи у Шведској 23. године и 7 месеци након што је био прстенован

## Статус заштите и претње
Иако риђоврати морски гњурац није глобално угрожена врста, јер има велику популацију и значајан ареал, постоје популације које изгледа опадају. На пример, бројке извештавања Америчке службе за рибу и дивље животиње на Аљасци показују пад популације од 53% између 1971. и 1993. године, а бројке извештавања су опале и у континенталној Европи. С друге стране, у Шкотској се популација повећала за око 16% између 1994. и 2006. године, према истраживањима које је спровело Краљевско друштво за заштиту птица и шкотског природног наслеђа. Године 2002, Wetlands International је проценио глобалну популацију од 490.000 до 1.500.000 јединки; глобални популациони трендови нису квантификовани.
Риђоврати морски гњурац је једна од врста на које се примењује Споразум о очувању афро-евроазијских птица селица водених станишта (AEWA), у Америци је заштићен Законом о уговору о птицама селицама из 1918. године. Изливање нафте, деградација станишта и рибарске мреже су међу главним претњама са којима се ова врста суочава. Пошто има тенденцију да мигрира близу обале - углавном унутар 20 км од обале - може бити штетно погођено изградњом ветроелектрана у близини обале; студије указују на висок ниво избегавања подручја ветроелектрана, иако се чини да су смртни случајеви услед директних удара у турбине ретки. Високи нивои живе у животној средини довели су до репродуктивних поремећаја у неким областима, укључујући делове Шведске. Студије у Шведској су такође показале да на њих може негативно утицати закисељавање језера, јер су рибе којима се хране подложне ниском pH. } На местима гнежђења, арктичке и црвене лисице су главни предатори јаја, док су велики поморници, краткорепи поморници и разне врсте галебова Larus (укључујући црне галебове и северне галебове) предатори и јаја и младунаца.
Познато је да ова врста служи као домаћин најмање 51 врсте паразита, од којих су већина ваљкасти црви (нематоди), пљоснати црви (дигенеји) и пантљичаре (цестоде) које се преносе међу јединкама; једна врста вашке је њен једини познати спољашњи паразит. Такође је познато да понекад носи значајне популације дијатомеја (микроскопског фитопланктона) на својим контурним перјима. Риђоврати морски гњурац је подложан птичјем грипу  и ботулизму типа Е и редовно га убијају неуротоксини које производе цветања алги „ црвене плиме“. Током цветања 2007. године, велики број птица је такође угинуо од хипотермије, након што им се перје замршило протеинским нуспроизводом алги, што је смањило изолациона својства њиховог перја.

## У људској култури
Коришћен као извор хране од праисторијских времена, риђовратог морског гњурца и данас лове аутохтони народи у неким деловима света. Узимају се и јаја и птице, понекад у значајном броју; током једне студије на острву Иглулик у северној Канади, 73% свих јаја риђоврати морски гњурац положено је у року од 10 км2 са локације истраживања током две сезоне размножавања сакупили су аутохтони становници острва. У неким деловима Русије, кожа риђовратог морског гњурца традиционално се користила за израду капа и разних украса за одећу, укључујући и крагне. Ова врста је такође била централна у митологијама стварања код аутохтоних група широм Холарктика. Према миту - који се само незнатно разликује између верзија, упркос понекад огромним удаљеностима које су раздвајале групе које су у њега веровале - велики шаман је замолио риђовратог морског гњурца да извади земљу са дна мора. Та земља је потом коришћена за изградњу сувог копна света.
Чак и у 19. веку, понашање риђовратог морског гњурца коришћено је за предвиђање времена; према општеприхваћеном мишљењу тог времена, птице које лете у унутрашњост или испуштају кратке крикове предвиђале су лепо време, док су оне које лете ка мору или испуштају дуге, јаукаве крике предвиђале кишу. На Оркнијским и Шетландским острвима у Шкотској, ова врста је и даље позната као „кишна гуска“ у знак поштовања према њеним наводним способностима предвиђања времена. Људи са Фарских Острва веровали су да ако риђовратог морског гњурца мјауче као мачка, онда је киша неизбежна, док позив "gaa-gaa-gaa" или "turkatrae-turkatrae" предвиђа лепо време.
Бутан, Јапан, Оланд (аутономна регија Финске) и Унија Комора издали су поштанске марке са ликом црвеногрлог гњурца. 

## Белешке
1. ↑  By convention, length is measured from the tip of the bill to the tip of the tail on a dead bird (or skin) laid on its back.[13]

## Спoљашње везе
- Риђогрли морски гњурац фото галерија на VIREO (Drexel University)
- „Риђогрли морски гњурац”. Internet Bird Collection.
- Аудио запис на Xeno-canto.
- Перје риђогрлог морског гњураца Архивирано 2014-06-06 на сајту  at ornithos.de Архивирано 2018-03-04 на сајту
- Gavia stellata на BirdLife.org (језик: енглески)